# کارکس اکسیدنتالیس
کارکس اکسیدنتالیس (نام علمی: Carex occidentalis) نام یک گونه از سرده جگن است.